# Critics' Choice Award per la miglior serie drammatica
Il Critics' Choice Award per la miglior serie drammatica (Critics' Choice Award for Best Drama Series) è un premio televisivo assegnato annualmente nel corso dei Critics' Choice Awards.
Fino al 2015 è stato consegnato come Critics' Choice Television Awards, mentre dal 2016 i premi del cinema e della televisione vengono consegnati durante la stessa cerimonia come Critics' Choice Awards.

## Vincitori e candidati
I vincitori sono indicati in grassetto.

### Anni 2010
- 2011[1]
  - Mad Men
  - Boardwalk Empire - L'impero del crimine (Boardwalk Empire)
  - Dexter
  - Friday Night Lights
  - Fringe
  - The Good Wife
  - Justified
  - The Killing
  - Il Trono di Spade (Game of Thrones)
  - The Walking Dead

- 2012[2]
  - Homeland - Caccia alla spia (Homeland)
  - Breaking Bad - Reazioni collaterali (Breaking Bad)
  - Downton Abbey
  - The Good Wife
  - Mad Men
  - Il Trono di Spade (Game of Thrones)

- 2013[3]
  - Breaking Bad (ex aequo)
  - Il Trono di Spade (ex aequo)
  - The Americans
  - Downton Abbey
  - The Good Wife
  - Homeland - Caccia alla spia (Homeland)

- 2014[4]
  - Breaking Bad
  - The Americans
  - The Good Wife
  - Masters of Sex
  - Il Trono di Spade (Game of Thrones)
  - True Detective

- 2015[5]
  - The Americans
  - Empire
  - The Good Wife
  - Homeland - Caccia alla spia (Homeland)
  - Justified
  - Orange Is the New Black
  - Il Trono di Spade (Game of Thrones)

- 2016 (Gennaio)[6]
  - Mr. Robot
  - Empire
  - The Knick
  - The Leftovers - Svaniti nel nulla (The Leftovers)
  - Penny Dreadful
  - Rectify
  - Unreal (UnREAL)

- 2016 (Dicembre)[7]
  - Il Trono di Spade (Game of Thrones)
  - Mr. Robot
  - Better Call Saul
  - The Crown
  - Stranger Things
  - This Is Us
  - Westworld - Dove tutto è concesso (Westworld)

- 2018[8]
  - The Handmaid's Tale
  - American Gods
  - The Crown
  - Stranger Things
  - This Is Us
  - Il Trono di Spade (Game of Thrones)

- 2019[9]
  - The Americans
  - Better Call Saul
  - The Good Fight
  - Homecoming
  - Killing Eve
  - L'amica geniale
  - Pose
  - Succession

### Anni 2020
- 2020[10]
  - Succession
  - The Crown
  - David Makes Man
  - The Good Fight
  - Pose
  - This Is Us
  - Il Trono di Spade (Game of Thrones)
  - Watchmen

- 2021[11]
  - The Crown
  - Better Call Saul
  - The Good Fight
  - Lovecraft Country - La terra dei demoni (Lovecraft Country)
  - The Mandalorian
  - Ozark
  - Perry Mason
  - This Is Us

- 2022[12]
  - Succession (HBO)
  - Evil (Paramount+)
  - For All Mankind (Apple TV+)
  - The Good Fight (Paramount+)
  - Pose (FX)
  - Squid Game (Netflix)
  - This Is Us (NBC)
  - Yellowjackets (Showtime)

- 2023[13]
  - Better Call Saul
  - Andor
  - Bad Sisters
  - The Crown
  - Euphoria
  - The Good Fight
  - House of the Dragon
  - Scissione (Severance)
  - Yellowstone

- 2024[14]
  - Succession
  - The Crown
  - The Diplomat
  - The Last of Us
  - Loki
  - The Morning Show
  - Star Trek: Strange New Worlds
  - Winning Time - L'ascesa della dinastia dei Lakers (Winning Time: The Rise of the Lakers Dynasty)

- 2025[15][16]
  - Shōgun
  - Anne Rice's Interview with the Vampire
  - The Day of the Jackal
  - The Diplomat
  - Evil
  - Industry
  - The Old Man
  - Slow Horses